# トライファースト
株式会社トライファーストはかつて存在したコンピューターゲームのソフト開発を主業務とする日本のゲームメーカーである。
2010年1月31日に親会社である株式会社ユークスと事業統合した。

## 作品

### DS
- 恋するプリン!〜恋は大冒険!Drカンミの野望!?〜
- 佐賀のがばいばあちゃんDS
- 魔女になる。
- 夢をかなえるゾウDS

### PS2
- レッスルエンジェルス サバイバー2

### Wiiウェア
- 危険空域
- ハメコミ LUCKY PUZZLE Wii
- ハメコミ LUCKY PUZZLE Wii リターン